# As You Were
As You Were er en dansk kortfilm fra 2012 instrueret af René Frelle Petersen.

## Medvirkende
- Mogens Pedersen, Peter
- Alexandre Willaume-Jantzen, Lars